# Мадалони
Мадало̀ни (на италиански: Maddaloni; на неаполитански: Matalun, Маталунъ) е град и община в Южна Италия, провинция Казерта, регион Кампания. Разположен е на 73 m надморска височина. Населението на общината е 39 248 души (към 2010 г.).